# The Fortress (Alberta)
The Fortress est une montagne canadienne culminant à 3 000 m d'altitude dans le chaînon Kananaskis, dans les Rocheuses canadiennes.
Vue depuis l'Alberta Highway 40, elle apparaît comme une véritable forteresse ce qui lui confère son nom. Elle était appelée avant 1957 Tower Mountain mais ce toponyme a été changé pour éviter la confusion avec Tower Mountain en Colombie-Britannique (en).

## Source de la traduction
- (en) Cet article est partiellement ou en totalité issu de l’article de Wikipédia en anglais intitulé « The Fortress (Alberta) » (voir la liste des auteurs).